# مهرجان واشنطن للسينما والفنون الفلسطينية
مهرجان واشنطن للسينما والفنون الفلسطينية (DCPFAF) هو مهرجان سينمائي سنوي غير ربحي يديره متطوعون، تأسس في عام 2011 ويعرض أعمال صانعي الأفلام والفنانين الفلسطينيين في فلسطين ، ويعرض نطاق وتعقيد الفيلم الفلسطيني. يهدف المهرجان إلى الجمع بين المجتمعات المختلفة في واشنطن العاصمة من خلال الفن، وتحفيز المحادثات حول السينما والثقافة والشتات، وذلك باستخدام عدسة صانعي الأفلام الفلسطينيين كنقطة دخول.

## خلفية
في عام 2011، قامت مجموعة من ثلاث شابات متفانيات بتأسيس المهرجان لإنشاء منصة للإبداع الفني للفلسطينيين، في المقام الأول من خلال الأفلام ولكن أيضًا من خلال الفنون البصرية والموسيقى وغيرها من الوسائط. لم يُشترط للقصص المشاركة في المهرجان أن تكون بالضرورة عن فلسطين فيما يتعلق بالاحتلال الإسرائيلي، ولا بالضرورة قصص عن الفلسطينيين. كان الهدف من المهرجان عكس التشكيل الديناميكي للهوية العابرة للحدود الوطنية المشتركة بين الفلسطينيين ومجتمعات الشتات بشكل عام.
انطلق مهرجان واشنطن للسينما والفنون الفلسطينية في سبتمبر 2011 بعد مهرجان تشويقي ناجح استمر لمدة يومين في شهر مايو من ذلك العام. تأسس المهرجان كمشروع يديره متطوعون بالكامل، في مقاطعة كولومبيا كمنظمة غير حكومية وكيان مسجل 501 (ج) 3.

## برنامج مهرجان واشنطن للسينما والفنون الفلسطينية لعام 2015
- المطلوبون الـ 18 ، بقلم عامر الشوملي وبول كوان
- حبي ينتظرني على البحر، لميس دروزة
- "جيرافادا" لراني مصالحة
- هامولي، بقلم ماوريسيو ميسلي
- روشميا ، لسليم أبو جبل
- ثانوية الرواد لسهى الأعرج
- نون وزيتون، لامتياز دياب
- عيشة الحمام، بهاء أبو شنب
- فيلا توما، لسهى عراف
- المريخ عند شروق الشمس، بقلم جيسيكا هابي
- كتاب الاختفاء: برنامج الأدب العربي مع ابتسام عازم
- طبقات الهويات: من التراث المعماري إلى الكتابة مع سعاد العامري
- عرض موسيقي لرحيم الحاج وفرقة ونيس زعرور
- التصوير الصحفي في غزة مع إيمان محمد

## برنامج DCPFAF 2014
- الواقي الذكري ضد الرصاص وطرزان والعرب
- غزة 36 ملم، لخليل المزين
- عالم ليس لنا، بقلم مهدي فليفل
- سينما فلسطين، لتيم شواب ومجدي العمري
- أين ينبغي أن تطير الطيور، فداء قشطة
- عمر ، هاني أبو أسعد
- مايو في الصيف، بقلم شيرين دعيبس
- الأفق، لزين الدريعي
- يلا إلى القمر، جاكلين ريم سلوم وسهيل نفار
- مغادرة أوسلو، بقلم يزن خليلي
- من رام الله، عاصم ناصر
- رسالة إلى أوباما بقلم مهند صلاحات
- رحلة الأريكة، علاء العلي
- شقة 10/14 طريق طرزان والعرب
- مداخلة، لأمين نايفة
- متلازمة أوسلو، لأيمن أزرق
- عشرون مصافحة للسلام، بقلم مهدي فليفل
- الحرب الطويلة، لأسماء غانم
- رباعية هدى عصفور
- لينا صيقلي وتريو
- قصص من أجل العدالة، معرض تصور فلسطين

## برنامج مهرجان واشنطن للسينما والفنون الفلسطينية عام 2013
- عندما رأيتك ، لآن ماري جاسر
- أين يجب أن تطير الطيور؟ لفدا قشطة
- عندما ابتسمت موناليزا لفادي حداد
- "المتسللون" لخالد جرار
- كلمات ثورة مع شانون فرهود، أهلين رمضان، ميلاني فريدجانت، رنا خالد الخطيب

## برنامج مهرجان واشنطن للسينما والفنون الفلسطينية عام 2012
- الجمعة الماضية
- رجل بدون هاتف محمول
- نقيبة
- غزة: الأنفاق إلى لا مكان
- عم نشأت
- المبدعون الفلسطينيون: الحب في ظل الفصل العنصري مع تانيا كيلاني، وموسى كريش، وهدى عصفور
- يوسف عريقات

## برنامج مهرجان واشنطن للسينما والفنون الفلسطينية عام 2011
- هذه صورتي عندما كنت ميتاً، لمحمود المساد
- مملكة المرأة، لدهنة أبو رحمة
- من فلسطين مع الحب، بقلم محاسن ناصر الدين
- سامية، لمحاسن ناصر الدين
- "الزمن الباقي" لإيليا سليمان
- يوميات، بقلم مي عودة
- يوسف عريقات
- مصطفى ستيتي مسرح الحرية

## أنظر أيضا
- مهرجان بوسطن فلسطين السينمائي
- مهرجان شيكاغو السينمائي الفلسطيني
- سينما فلسطين

## روابط خارجية
- الموقع الرسمي
- صفحة الفيسبوك الرسمية
- تويتر الرسمي
- يوتيوب الرسمي